# Departamento San Alberto

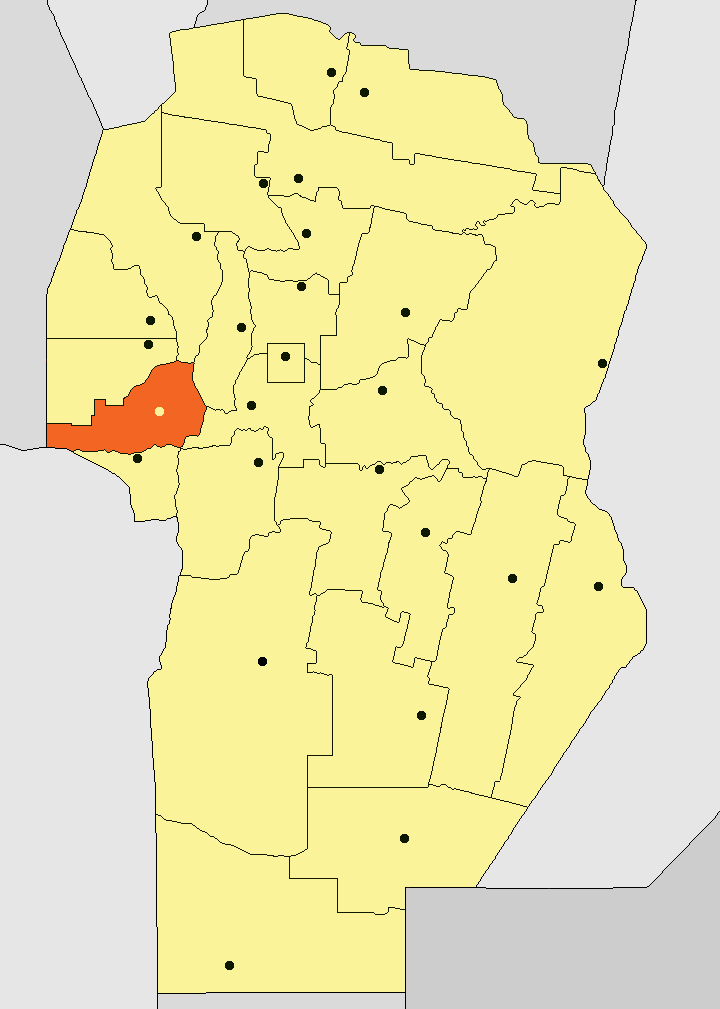
Lage des Departamento San Alberto in der Provinz Córdoba

San Alberto ist ein Departamento im westlichen Zentrum der zentralargentinischen Provinz Córdoba.
Insgesamt leben 42.166 Menschen auf 3390 km² dort. Die Hauptstadt des Departamento ist Villa Cura Brochero.

## Städte und Dörfer
- Ámbul
- Arroyo de Los Patos
- Las Calles
- Las Rabonas
- Mina Clavero
- Nono
- Panaholma
- San Lorenzo
- San Pedro
- San Vicente
- Sauce Arriba
- Villa Cura Brochero
- Villa Sarmiento[2]